# Ferdinando Arnò
Ferdinando Arnò (Manduria, 29 novembre 1959) è un compositore, arrangiatore e produttore discografico italiano, fondatore di quiet, please!, studio di registrazione e casa di produzione attivi in ambito discografico e pubblicitario.

## Biografia
Arnò si forma a Boston studiando improvvisazione jazz al Berklee College of Music. Tra i suoi insegnanti, Gary Burton, John La Porta, Tom McKinley, Charlie Banacos e Phil Wilson. Sempre a Boston, partecipa a numerose jam session con musicisti di fama internazionale come Victor Bailey (Weather Report), Tommy Campbell, Bob Gullotti, Ed Schuller, Terri Lyne Carrington, Branford Marsalis e Jeff Watts. Al termine degli studi riceve il diploma di laurea dalle mani di Quincy Jones.
Al ritorno in Italia lavora come arrangiatore e compositore per la televisione: film, documentari, sigle di programmi, spettacoli di varietà, cartoni animati. Nello stesso periodo arrangia e compone brani per Emi, Bmg, Warner, (scrive Il Tempo interpretato da Ornella Vanoni), e per il teatro collaborando con Jerome Savary, Dario Fo e Fiorenzo Carpi.
Negli anni Novanta inizia a comporre per la pubblicità, attività che si consolida nel 2000 con la nascita di quiet, please!. Da allora ad oggi sono migliaia le campagne pubblicitarie su cui Ferdinando Arnò ha lavorato realizzando nuovi arrangiamenti o brani tailor made: dal rap ironico Ga el Suv (Skoda Yeti) al tormentone Gran Soleil per Ferrero, al remake di Here Comes the Sun di George Harrison per Allianz.
Moltissimi i riconoscimenti per le musiche originali e per i brani di catalogo selezionati per spot pubblicitari, a cominciare dai dieci Key Award (gruppo Editoriale Media Key) conquistati tra il 2004 e il 2018. Tra questi, nel 2015, l'Excellence Key Award come miglior casa di produzione conquistato dalla sua label quiet, please!
Nel 2004 la musica dello spot Telecom “Gandhi” (vincitore del Leone di Bronzo a Cannes) viene nominata Best Ever Forever Song dalla giuria dei Key Award (il brano utilizzato era Sacrifice di Lisa Gerrard e Pieter Bourke). Quattro anni prima, nel 2000, la musica di Arnò per BMW aveva conquistato il Mezzo Minuto d'Oro.
Tra le innumerevoli campagne, firma quelle internazionali di Barilla (Roger Federer e Chef Davide Oldani), Tim (All Together Now), Fernet Branca, Crodino Twist, Giorgio Armani "Frames of Life", Averna, Aperol, Vodafone, Fastweb, Poste Italiane, alcuni spot per la promozione di Expo 2015, Nike, Esselunga, Nespresso, Peugeot, Alfa Romeo, Ariston, Parmigiano Reggiano, Gran Cereale, Coca-Cola, Tic Tac, Sky Natale "Toy" (con Robin Williams) Sky Mondiali, Sky Sport, Sky Restart e Sky Great TV.
Nell'ambito di quest'attività di creazione di musiche per la pubblicità collabora con alcuni dei più grandi registi contemporanei chiamati a dirigere gli spot: da Gabriele Salvatores a Michel Gondry, da Tarsem Singh a Spike Lee, Matteo Garrone ed Emanuele Crialese.
Arnò si occupa anche della selezione musicale (The Magnificent Seven dei Clash) per il cortometraggio della Campari diretto dal Premio Oscar Paolo Sorrentino e per la campagna Tim, nota in tutto il mondo per le movenze del dancer tedesco Sven Otten.
Grazie al lavoro in ambito pubblicitario, nel 2006 incontra la voce di Malika Ayane che l'anno successivo interpreterà Soul Waver per la campagna Saab 9-3 (il brano viene anche utilizzato nel serial americano One Tree Hill).
Arnò diventa il produttore dell'artista con cui realizza il singolo Feeling Better e l'album di esordio intitolato Malika Ayane, (oltre che produttore, Ferdinando è compositore ed autore di gran parte delle canzoni). Nel 2009 accompagna al piano Malika Ayane al 59º Festival di Sanremo con il brano Come Foglie scritto da Giuliano Sangiorgi, prodotto ed arrangiato dallo stesso Ferdinando.
Nel 2010 firma la produzione del secondo album di Malika Ayane, Grovigli, avvalendosi della partecipazione di grandi artisti come Paolo Conte, Alexander Bălănescu, Vince Mendoza (Bjork, Joni Mitchell, Gregory Porter) e Cesare Cremonini. All'album Grovigli appartiene il singolo Ricomincio da qui che riscuote grande successo al Festival di Sanremo 2010 e in radio. Sempre nel 2010 collabora ad alcuni progetti discografici con Andrea Bocelli ed Ennio Morricone, mentre nel 2011 dirige l'orchestra del Festival di Sanremo per due brani di cui è anche il produttore: Tre Colori di Tricarico e Follia d'Amore di Raphael Gualazzi, vincitore della sezione Nuove Proposte e del Premio della Critica Mia Martini.
Alcune composizioni di Arnò fanno parte delle soundtrack di A Time for Dancing di Peter Gilbert, Generazione Mille Euro di Massimo Venier e Letters to Juliet di Gary Winick. Per la colonna sonora de La prima cosa bella di Paolo Virzì, Arnò riarrangia il brano omonimo interpretato da Malika Ayane.
Nel 2013 viene pubblicato l'ep d'esordio dei Common Mama, la band formata da Arnò e caratterizzata dalla voce magnetica di Jon Kenzie, un busker di Manchester scoperto nella metropolitana londinese. Segue il singolo Meant from the start, terzo all'International Songwriting Competition del 2014.
Live@quiet, please! - Creativity in real time è il titolo del format andato in onda su Sky Arte nel 2015 e 2016 e registrato negli studi di Arnò. Obiettivo del programma era catturare il momento creativo della registrazione. Tra gli ospiti, Jack Savoretti, Devendra Banhart, Melanie De Biasio, le CocoRosie, Selah Sue e Benjamin Clementine.
Nel 2016 Arnò compone Music For Radura, colonna sonora di un'installazione di Stefano Boeri pensata come uno spazio di decompressione all'interno della città e ospitata nel Cortile della Farmacia dell'Università Statale di Milano. Ai cinque brani partecipano la cantante belga Melanie De Biasio, Giorgio Cocilovo (Moog guitar) e Marco Decimo (violoncello).
Nel 2017, durante la Milano Design Week, presenta la sua composizione Entrainment (prodotta dalla Triennale), un mantra pagano che nasce dall'idea di usare la musica per entrare in sintonia con le persone vicine e tutto ciò che ci circonda. La performance si svolge al Teatro della Triennale. Nel novembre del 2018 Entrainment viene replicata al Museo della Scienza e della Tecnologia di Milano.
Dream On Me è il titolo del singolo composto da Arnò con la cantautrice americana Joan As Police Woman e pubblicato nel 2018. Un brano soul pop (accompagnato da un videoclip diretto da Jacopo Benassi) che ottiene un ottimo riscontro sulle piattaforme streaming.
A novembre 2018 Electa pubblica Ferdinando Arnò Entrainment, il libro scritto dal critico musicale Gianni Poglio che svela le molteplici sfaccettature dell'arte e della sensibilità musicale dell'artista. Una storia raccontata anche attraverso immagini d'autore scattate negli studi quiet, please!, ispirati nel design all'ambientazione del film cult di Stanley Kubrick, 2001: Odissea nello spazio.
A inizio 2019 esce O Filho Do Recluso, una canzone della tradizione musicale portoghese rivisitata da Arnò e interpretata da Maro, giovane talento dalla vocalità intensa e struggente. Per promuovere il brano viene realizzato un art-video, onirico e visionario firmato dalla regista e fashion photographer giapponese Karina Taira. A marzo 2019 viene pubblicato il nuovo singolo dei Common Mama, You're My Life che Panorama.it ha recensito definendolo "l'arte del pop in tre minuti". L'estate del 2019 è invece caratterizzata dalle vibrazioni funk di Go For Gold (con Dede e Javier Stars).
My Yiddishe Momme/The Click Song, pubblicata il 18 maggio 2020, prodotta e arrangiata da Arnò, è la rivisitazione di una versione a cappella intonata da Miriam Makeba nel 2008, legata in medley per l'occasione con un altro brano della tradizione africana, The Click Song. «Abbiamo creato un’instant song grazie ad un’intuizione di Caterina Caselli, legata a Miriam da un solido rapporto di amicizia» racconta il produttore e compositore.
Il 19 giugno viene pubblicato What Love, un brano scritto e prodotto da Arnò, e registrato tra lo Zimbabwe (con il contributo di Isaac e Daniel Gonora e dello Note2etoN Zimbabwe Kids Choir), Chicago, Los Angeles e Milano. Tra i musicisti coinvolti, la leggenda del jazz Pharoah Sanders, Angel Bat Dawid, B'Rael Ali Thunder e un team di session men che comprende Paolo Costa, Giorgio Cocilovo, Daniele Comoglio, e Luana Heredia.
There Was An Angel, presente su tutte le piattaforme streaming dal 26 giugno, è il singolo che fotografa l'incontro tra le soul vibes di Samora Pinderhughes e l'urban flow di Precious Ebony, esponente di punta dell'avanguardistica Queer Ballroom Scene di New York.
Nel dicembre del 2020, ai Giardini Burle Marx di Manduria, Arnò, Alessandro Baricco e Alessio Bertallot danno vita a un inedito mash up in cui la voce dello scrittore, impegnato nella lettura di Novecento (il monologo teatrale e libro da cui è stato tratto il film di Giuseppe Tornatore, La leggenda del pianista sull'oceano), si fonde con la colonna sonora composta da Ennio Morricone. All'evento partecipa anche Simona Forlani che con la coreografia di Wanda Moretti dà vita a un'esibizione di danza verticale sulle note di Downtown Strolling Downtown, un brano composto da Arnò che in questa occasione lo esegue dal vivo.
Il 23 maggio 2021 si esibisce con l'Orchestra ICO Magna Grecia di Taranto, ventisei elementi diretti dal Maestro Piero Romano, nella Vigna di Primitivo della Masseria Le Fabriche a Maruggio. Un vero e proprio dialogo musicale tra l'orchestra e le piante, in cui la «voce» dei vitigni viene catturata da convertitori digitali e il segnale elettrico a sua volta trasformato in acustico, dando vita a un suono.
Il 14 novembre 2021 organizza a Manduria in Puglia SongswRight, per sensibilizzare i cittadini e le istituzioni sul tema dell'incidenza dei tumori alla tiroide e al cervello all'interno del comune. All'evento partecipano Tricarico, Roberto Dell'Era degli Afterhours, oltre ad Al Bano e Fausto Leali presenti con contributi video.
Sempre la tematica ambientale è al centro, nel giugno del 2022, di Canto per un quartiere tradito, un omaggio in forma canzone al quartiere di Taranto situati nei pressi dell'Ex Ilva: trenta minuti di improvvisazione a pochi passi dalla Piazza intitolata a Gesù Divin Lavoratore.
Nell'estate del 2022 Arnò pubblica l'album The Gathering un "Hellzapoppin' musicale" da lui prodotto e ideato che coinvolge il timbro e la cultura di tre continenti. Il disco viene premiato con la Targa Tenco come "Miglior Album Collettivo". All'incisione dei brani di The Gathering partecipano Alfio Antico, Lino Musella, Gabriel Jarrett, figlio di Keith, i nativi americani di New Orleans, Cha Wa, Daniel e Isaac Gonora dallo Zimbabwe e due rapper del flow potente come Brother May da Londra e Dante Lennon da New York.
Da album ad evento: Il 18 settembre alla Triennale di Milano va in scena The Gathering, e per un intero giorno il Palazzo dell'Arte diventa la casa di Ferdinando, una Open House for Culture.
Un flusso ininterrotto di performance spontanee che attraversa le stanze ed il giardino della Triennale coinvolgendo il pubblico in una grande festa della musica. Partecipano all'evento centinaia di musicisti ed artisti (tra gli altri Joan As Police Woman, Daniel Gonora, Joseph Chinouriri, Lino Musella) coinvolti in performance spontanee nel nome della contaminazione tra suoni, colori, odori, danze, ritmo, immagini ed installazioni.

## Discografia

### Singoli
- 1989 -  Ferdinando Arnò & Massimo Verardi - Vision
- 2008 - Malika Ayane - Soul Waver
- 2008 - Malika Ayane - Feeling Better
- 2010 - Malika Ayane - Ricomincio da qui
- 2010 - Jessica Brando - Ricordati (feat. Andrea Bocelli)
- 2011 - Tricarico - Tre Colori
- 2011 - Raphael Gualazzi - Follia D'Amore
- 2013 - Common Mama - Meant From the Start
- 2018 - Ferdinando Arnò & Joan As Police Woman - Dream On Me[15]
- 2019 - Ferdinando Arnò & Maro - O Filho Do Recluso
- 2019 - Common Mama - You're My Life
- 2019 - Ferdinando Arnò feat. DEDE & Javier Starks - Go For Gold
- 2020 - Miriam Makeba - My Yiddishe Momme / The Click Song
- 2020 - Ferdinando Arnò, Daniel Gonora, Angel Bat Dawid, B'Rael Ali Thunder, Pharoah Sanders - What Love
- 2020 - Ferdinando Arnò, Precious Ebony - There Was An Angel (feat. Samora Pinderhughes)

### Album
- 2007 - Quiet, please! - Commercial Music
- 2008 - Malika Ayane - Malika Ayane
- 2009 - Malika Ayane - Malika Ayane (contenente il brano “Come Foglie” (Festival di Sanremo 2009 - Categoria "Nuove Proposte")
- 2010 - Malika Ayane - Grovigli (contenente il brano "Ricomincio da qui" (Festival di Sanremo 2010 - Categoria "Big")
- 2011 - Tricarico - L'imbarazzo
- 2013 - Common Mama - Common Mama EP
- 2016 - Ferdinando Arnò - Music For Radura (feat. Melanie De Biasio, Marco Decimo, Giorgio Cocilovo)
- 2022 - Ferdinando Arnò - The Gathering

## Opere
- 2018 - Ferdinando Arnò - Entrainment[16][17] (Electa)